# Cijanatna hidrataza
Cijanatna hidrataza (EC 4.2.1.104, cijanatna lijaza, cijanatna hidrolaza, cijanatna aminohidrolaza, cijanatna C-N-lijaza) je enzim sa sistematskim imenom karbamat hidrolijaza. Ovaj enzim katalizuje sledeću hemijsku reakciju
cijanat + 3- + 2 + {\displaystyle \rightleftharpoons } 3 + 2 2 (sveukupna reakcija)
(1a) cijanat + HCO3- + + {\displaystyle \rightleftharpoons } karbamat + 2
(1b) karbamat + + {\displaystyle \rightleftharpoons } 3 + 2 (spontana reakcija)
Ovaj enzim, koji je pristuan u bakterijama i biljkama, posreduje razlaganje cijanata.

## Literatura
- Nicholas C. Price; Lewis Stevens (1999). Fundamentals of Enzymology: The Cell and Molecular Biology of Catalytic Proteins (Third изд.). USA: Oxford University Press. ISBN 019850229X.
- Eric J. Toone (2006). Advances in Enzymology and Related Areas of Molecular Biology, Protein Evolution (Volume 75 изд.). Wiley-Interscience. ISBN 0471205036.
- Branden C; Tooze J. Introduction to Protein Structure. New York, NY: Garland Publishing. ISBN 0-8153-2305-0.
- Irwin H. Segel. Enzyme Kinetics: Behavior and Analysis of Rapid Equilibrium and Steady-State Enzyme Systems (Book 44 изд.). Wiley Classics Library. ISBN 0471303097.

## Spoljašnje veze
- Cyanase на 